# Deportes ecuestres en los Juegos Mediterráneos de 2009
Los deportes ecuestres en los Juegos Mediterráneos de 2009 se realizaron en el pabellón Centro Hípico Teaterno de la ciudad de Chieti (Italia) entre el 1 y el 3 de junio de 2009.

## Resultados
| Evento                     | Oro | Plata | Bronce |
| -------------------------- | --- | --- | --- |
| Saltos por equipos (01.07) | Francia Simon Delestre Mélodie Ardente Alexandra Francart Rush D'Hoogpoort Julien Gonin Sandro Olivier Guillon Kikuyu du Coty 0 pts. | España · Sergio Álvarez · Action Breaker · Luis Escobar · Lucrate d'Eau Grenou · Ricardo Jurado · Julia des Brumes · Rutheford Latham · Guarana Champeix · 4 pts. | Grecia · Evangelia Dendrinou · W. K. Liberty · Alexandros Fourlis · GZS Capuccino · Gyorgy Kormendi · Silona B · Antonis Petris · Líquido · 16 pts. |
| Saltos ind. (03.07)        | Simon Delestre Mélodie Ardente Francia 0 + 31,17s                                                                                    | Alexandra Francart Rush D'Hoogpoort Francia 0 + 31,44s | Julien Gonin Sandro Francia 0 + 32,58s |

## Medallero
| Núm. | País    | Oro | Plata | Bronce | Total |
| ---- | ------- | --- | ----- | ------ | ----- |
| 1    | Francia | 2   | 1     | 1      | 4     |
| 2    | España  | 0   | 1     | 0      | 1     |
| 3    | Grecia  | 0   | 0     | 1      | 1     |
|      | TOTAL   | 2   | 2     | 2      | 6     |

- Datos: Q591351